# 臭鼬
臭鼬（學名：Mephitis mephitis），是臭鼬科最著名的一種動物。

## 分布
臭鼬廣泛分佈在北美洲墨西哥以北的廣大地區，在加拿大和美國都非常常見，甚至被當作寵物馴養。

## 形态
臭鼬的體毛為黑色，身體兩邊則為白色條紋。前額也有一條較窄的白色條紋。其身體大小與家貓相仿，體重為3-6公斤，體長為33-46厘米（不包括尾巴），尾巴呈現叢毛狀，長18-25厘米，有時尖端為白色。
臭鼬可以放出具有奇臭氣味的刺激性液體，很容易辨別，常在遇到威脅時釋放出來。

## 习性
主要在黎明和黃昏出外覓食，主要以嚙齒類動物為食，此外也吃鳥蛋、腐肉、幼蟲、漿果等。太陽升起後，它們就躲到自己的巢穴中（一般在地下）或者岩石底下。臭鼬並不冬眠。
交配期通常為每年二、三月，孕期為42-63天，一般在五月產仔，每胎五到六仔。